# Herb gminy Pniewy (powiat grójecki)
Herb gminy Pniewy – jeden z symboli gminy Pniewy, autorstwa Andrzeja Zygmunta Rola-Stężyckiego, ustanowiony 10 maja 2013. 

## Wygląd i symbolika
Herb przedstawia na tarczy w polu czerwonym krzyż kawalerski ćwiekowy złoty (uszczerbiony herb Ostoja) pomiędzy dwoma jabłkami złotymi w pas.
Krzyż ćwiekowy zaczerpnięty jest z herbu Ostoja rodziny Pniewskich, wywodzącej się z siedziby gminy, Pniew. Półksiężyce zostały zastąpione jabłkami, w nawiązaniu do tradycyjnego zajęcia ludności na terenie całego powiatu grójeckiego - sadownictwa.